# Национальный герой

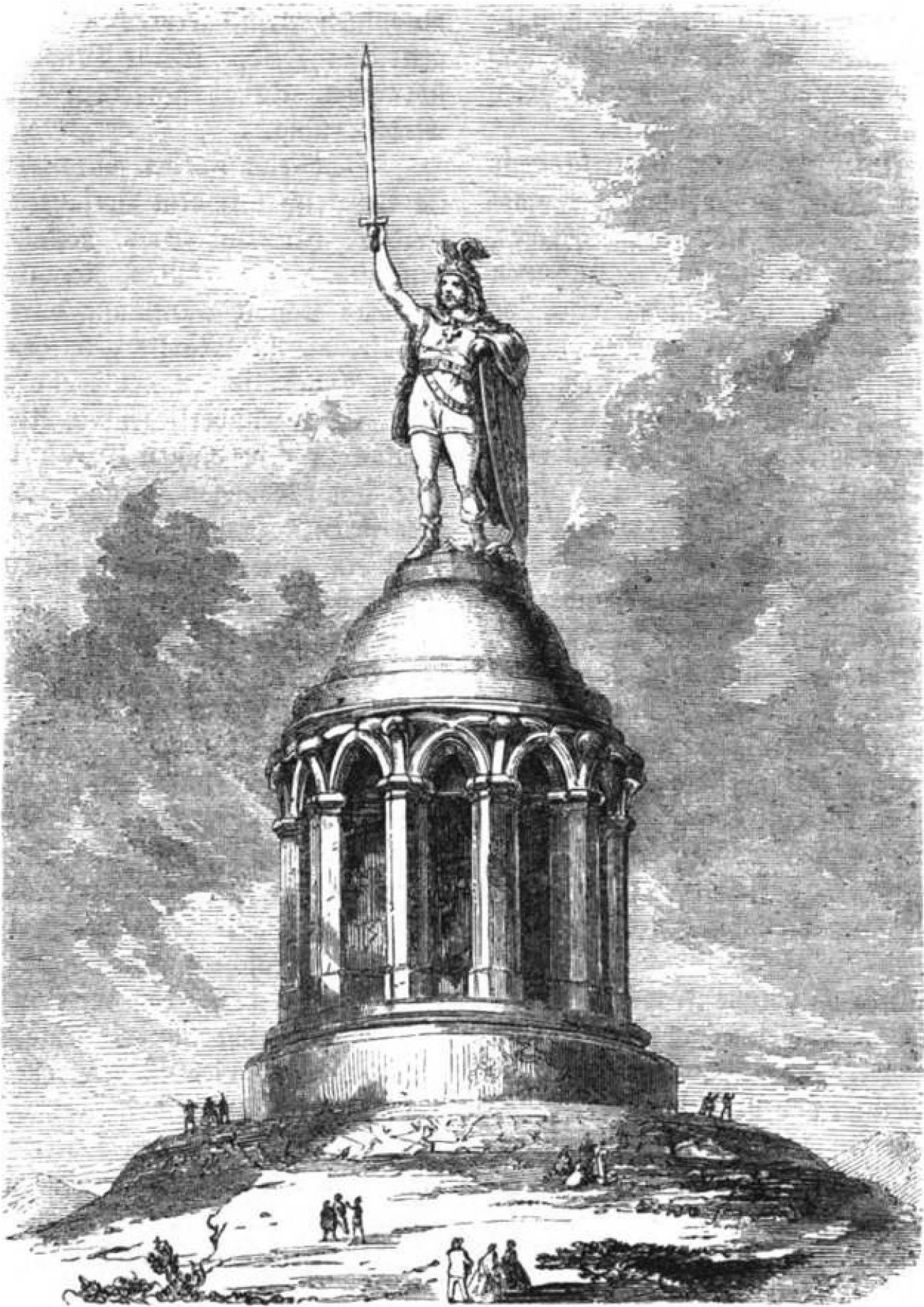
Арминий, национальный герой Германии. Памятник Арминию 1838 года

Национальный герой — личность, идеализированный образ, который стал частью национального политического мифа, служащего персонализации истории. Сложность исторических и политических процессов нивелируется в исторической картине общества и сводится к ряду образов. Обращение к национальным героям выстраивает историческую традицию и преемственность, и «современность воспринимается как результат достижения мифологически преображённого человека». Конструирование образов национальных героев происходит, в частности, в рамках написания национальной истории, что делает такие сочинения уязвимыми для скептической критики.
Нарратив о национальных героях, как и другие политические мифы, выполняет значимую для общества функцию. Национальные герои воспринимаются как «воспитатели народа».
С одной стороны, определяющим для отнесения к числу национальных героев является представление о себе соответствующей нации, а также заслуги личности перед нацией. Причисление к национальным героям не обязательно основывается на действительных заслугах, а прежде всего на их восприятии нацией. Национальным героям приписывается основание, освобождение или защита нации. Речь может идти и об общности, которая не представляет собой нацию, но, по крайней мере, имеет общую социальную основу. Статус национального героя может меняться с течением времени, так как приписываемые ему заслуги также могут меняться или пересматриваться под влиянием социальных и политических изменений.
Общественное признание имеет решающее значение для отнесения к числу национальных героев. При изменении социальных и политических условий личность может перестать считаться национальным героем. Историк Томас Нипперди писал в 1968 году, что национальный памятник — это лишь то, что считается памятником. Историк Дитер Лангевише считает, что это утверждение можно применить и к статусу национальных героев. Со временем меняются политические и социальные условия, возникают и распадаются государства, меняются и представления о заслугах национальных героев.
С начала XXI века в США всё чаще демонтируются памятники генералам Конфедерации, таким как Роберт Эдвард Ли. Хотя часть населения все еще почитает его, идёт публичное обсуждение его предполагаемых достоинств и фактических проступков. В частности, международное освещение получил вынос его статуи из Капитолия в Вашингтоне.
Известными примерами национальных героев являются казненный борец за свободу Уильям Уоллес в Шотландии, швейцарский борец за свободу Вильгельм Телль и Жанна д’Арк, причисленная Католической церковью к лику святых.
В Германии образы Арминия как национального героя херуска Германа, и Зигфрида, убийцы драконов, были важными элементами в развитии германского государства и национального самосознания с раннего Нового времени. В XIX веке растущее национальное движение использовало образы известных людей из немецкой истории для празднования фестивалей и открытия памятников в честь этих людей. Культурно-историческим событиям придавалось национально-политическое значение. Самым известным примером является строительство памятника Арминию в 1838 году. Схожую роль сыграл фестиваль Гутенберга в Майнце в 1837 году, открытие памятников Шиллеру в Штутгарте в 1839 году, Дюреру в Нюрнберге в 1840 году или Баху в Лейпциге в 1843 году национальное общество.
В России национальными героями выступают Александр Невский, Дмитрий Донской, Кузьма Минин и Дмитрий Пожарский, Александр Суворов и Михаил Кутузов и др.
В XX веке национальным героем украинского народа стал Богдан Хмельницкий.